# Custer County, Colorado
Custer County är ett administrativt område i delstaten Colorado, USA, med 4 255 invånare. Den administrativa huvudorten (county seat) är Westcliffe. 

## Geografi
Enligt United States Census Bureau har countyt en total area på 1 916 km². 1 913 km² av den arean är land och 3 km² är vatten. 

### Angränsande countyn
- Fremont County, Colorado - nord
- Pueblo County, Colorado - öst
- Huerfano County, Colorado - sydöst
- Saguache County, Colorado - väst